# Reederochloa
Reederochloa é um género botânico monotípico, de plantas herbáceas, pertencente à família Poaceae.
A sua única espécie é Reederochloa eludens Soderstrom & H.F.Decker, sendo originária do México.
Trata-se de um género reconhecido pelo sistema de classificação filogenética Angiosperm Phylogeny Website.

## Taxonomia
O género foi descrito Thomas Robert Soderstrom e Henry Fleming Decker, tendo sido publicado em Brittonia 16(3): 334. 1964., no ano de 1964. A 

## Etimologia
O nombe do género foi atribuído em honra de John Raymond Reeder, agrostólogo dos Estados Unidos da América.